# Pérignac (Charente-Maritime)
Pérignac ist eine westfranzösische Gemeinde mit 959 Einwohnern (Stand 1. Januar 2022) im Département Charente-Maritime in der Region Nouvelle-Aquitaine.

## Lage
Pérignac liegt in einer Höhe von ca. 35 Meter ü. d. M. und in einer Entfernung von etwa 25 Kilometer (Fahrtstrecke) südöstlich von Saintes in der Kulturlandschaft der Saintonge. Die Hauptstadt des Kantons, Pons, liegt etwa zehn Kilometer südwestlich. Weitere Orte mit eindrucksvollen romanischen Kirchen liegen nur wenige Kilometer entfernt: Biron, Bougneau, Échebrune, Chadenac, Avy, Marignac u. a.

## Bevölkerungsentwicklung
| Jahr      | 1968 | 1975 | 1982 | 1990 | 1999 | 2007 | 2016 |
| Einwohner | 907  | 878  | 867  | 964  | 966  | 972  | 1008 |

In der ersten Hälfte des 19. Jahrhunderts hatte der Ort deutlich über 2000 Einwohner, doch durch die Reblauskrise und den Verlust von Arbeitsplätzen infolge der zunehmenden Mechanisierung der Landwirtschaft ging die Einwohnerzahl danach stetig zurück.

## Wirtschaft
Die Landwirtschaft (Getreide und Wein) spielt immer noch die größte Rolle im Wirtschaftsleben der Gemeinde, die zum Weinbaugebiet der Fins Bois in der Region Cognac gehört. Doch auch der Tourismus in Form der Vermietung von Ferienwohnungen (gîtes) ist zu einem wichtigen Faktor im Wirtschaftsleben der Gemeinde geworden.

## Geschichte
Auf dem Gemeindegebiet wurden Kleinfunde von der neolithischen bis zur römischen Zeit entdeckt. Außerdem wurden Fundamentreste eines gallorömischen Landgutes (villa rustica) freigelegt. Wie aus der Existenz einer romanischen Kirche zu schließen ist, war Pérignac auch im Mittelalter besiedelt.

## Sehenswürdigkeiten

### Kirche Saint-Pierre
- Wichtigste Sehenswürdigkeit von Pérignac ist die wehrhaft anmutende und bereits im Jahr 1907 als Monument historique[1] anerkannte Kirche Saint-Pierre.

### Sonstige
- Schräg vor der Kirche steht ein Steinkreuz aus dem 17. Jahrhundert, das in seinem Aufbau und in seinem Gesamtcharakter stark an die in der Region verbreiteten Hosianna-Kreuze erinnert, in diesem Fall aber – wegen der Darstellung des Gekreuzigten – als Calvaire bezeichnet wird.
- Im Ort befindet sich ein überdachter Waschplatz (lavoir) aus dem 19. Jahrhundert.

## Persönlichkeiten
- Gustave Chauvet (1840–1933), Geologe, Prähistoriker und Archäologe